# Wilhelm Wain Prior
Wilhelm Wain Prior, danski general, * 1876, † 1946.